# Didymodon macrophyllus
Didymodon macrophyllus är en bladmossart som beskrevs av Brotherus in Herzog 1916. Didymodon macrophyllus ingår i släktet lansmossor, och familjen Pottiaceae. Inga underarter finns listade i Catalogue of Life.